# Цена спаса
Цена спаса (енгл. Extraction) је амерички акциони-трилер филм из 2020. године чији је режисер Сем Харгрејв (у свом филмском дебију) и који је написао Џо Русо, базиран на роману Град Анде Паркса, Џо Руса, Ентони Руса, Фернанда Леона Гонзалеса и Ерика Скилмана. Улоге тумаче Крис Хемсворт, Рудракш Џајсвалт, Рандип Худа, Голшифте Фарахани, Панкадж Трипати, Дејвид Харбор и прати црну операцију плаћеника који морају спасити отетог сина индијског господара наркотика у Даки.
Филм је изашао 20. априла 2020. године, од стране Netflix. Добио је помешане коментаре критичара, који су похвалили перформансе и акционе секвенце, али су критиковали радњу и претерано насиље. Наставак је у развоју.